# Alex Leapai
Elise "Alex" Leapai est un boxeur australien né le 16 octobre 1979 à Lauli'i aux Samoa.

## Carrière
Passé professionnel 2004, il bat le 23 novembre 2013 Denis Boytsov par décision unanime et devient l'aspirant no 1 au titre de champion du monde poids lourds WBO. Il affronte donc Wladimir Klitschko le 26 avril 2014 dans un match de championnat mais perd par KO au 5e round. Ses deux combats suivants se soldent par des défaites sur décision unanime des juges.

## Titres professionnels en boxe anglaise

### Titres régionaux/internationaux
- Champion d'Asie poids lourds OPBF (2007-2008)
- Champion poids lourds WBF Australasian (2008)
- Champion poids lourds WBO Oriental (2009 et 2012)
- Champion poids lourds IBF Australasian (2011-2012)
- Champion poids lourds WBO Asie-Pacifique (2012-2013)